# Cherepon (Sprache)
Cherepon ist die ghanaische Sprache der 3.000 Cherepon und wird inklusive Zweitsprachlern von 111.000 Sprechern (2003) zwischen dem Ga-Sprachgebiet und dem Twi-Sprachgebiet nördlich von Larteh in Ghana gesprochen.
Alternative Namen sind Okere, Kyerepong, Chiripong und Chiripon.